# Chindits

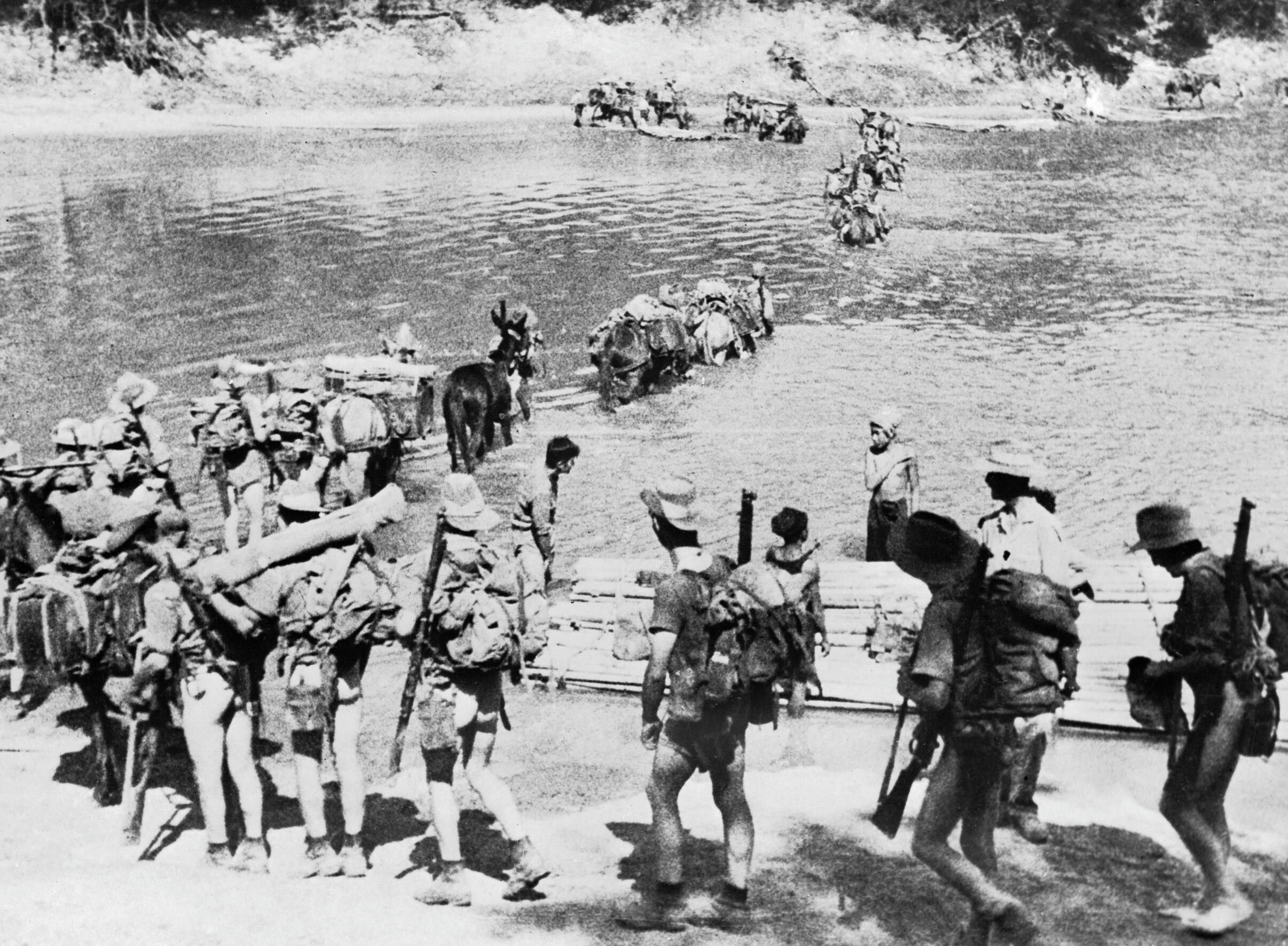
Chindits korsar en flod i Burma

Chindits eller Chinditerna är ett smeknamn för de brittiska styrkor, främst '77th Indian Infantry Brigade' och 'Indian 3rd Infantry Division', som mellan 1942 och 1945 stred bakom japanernas linjer på Burmafronten under andra världskriget.
Chindits bildades på mycket kort tid med avsikten att störa de japanska styrkornas underhållslinjer i Burma. Förbandets grundare, Orde Wingate, hade 1940–1941 stridit i Östafrika med fjärrpatruller som stört italienska trupper genom anfall bakom fiendens linjer. Wingate förflyttades därefter till Burma där han övertygade den brittiska militärledningen om att försöka bryta de japanska framgångarna i Burma genom att upprätta särskilda fjärrpatruller som kunde störa de japanska underhållslinjerna.
Chindits stridshandlingar kom framförallt att röra sig om två längre operationer, Operation Longcloth 1943 och Operation Thursday 1944. 
Namnet Chindits är lånat från ett mytologiskt djur kallat Chinthé alt. Chinthay som härrör ur folksägner från trakten av Myanmar. Eftersom förbanden stred bakom fiendens linjer under långa tidsperioder, då hygienen ofta blev lidande, hade många av soldaterna lång skäggstubb när de kom tillbaks – skäggstubb eller skägg kom därför att bli ett karaktärsdrag för Chindit-förbanden i medierapporteringen.